# Los Planells (Abella de la Conca)
Los Planells, o els Planells és una partida formada per plans del terme municipal d'Abella de la Conca, al Pallars Jussà.
Està situada a la part més occidental del terme, al nord-est del Tossal de la Doba i al nord-oest del del Gassó. Els Planells conté les antigues masies de Cal Borrell i Casa Xinco. Pertany a la partida de les Vielles.

## Etimologia
Es tracta d'un topònim purament descriptiu: és un dels sectors plans del municipi d'Abella de la Conca, en contrast amb la resta del terme, tot ell tan muntanyós. En ser un sector pla de menor extensió que els altres del municipi, s'empra en aquest cas el mot pla en diminutiu.